# Crusheen
Crusheen (iriska: Croisín) är en ort i republiken Irland.   Den ligger i grevskapet An Clár och provinsen Munster, i den centrala delen av landet, 180 km väster om huvudstaden Dublin. Crusheen ligger 32 meter över havet och antalet invånare är 467.
Terrängen runt Crusheen är huvudsakligen platt, men österut är den kuperad. Terrängen runt Crusheen sluttar västerut. Runt Crusheen är det glesbefolkat, med 19 invånare per kvadratkilometer. Närmaste större samhälle är Ennis, 12,3 km sydväst om Crusheen. Trakten runt Crusheen består i huvudsak av gräsmarker.